# Єзуїтські місії Чикітосу
Єзуїтські місії Чикітосу — кілька місій на території колишнього губернаторства Чикітос, заснованих єзуїтами наприкінці 17 століття, що після вигнання єзуїтів з Іспанських володінь в 1767 році перейшли під контроль францисканців. 

## Опис
Це були християнські поселення, засновані для навернення індіанців місцевих племен чикітос, самукос і чіріґуано на католицтво, освіта засновувалася на Катехізисі, також тут популяризувалися характерна для католицизму музика бароко. Переважно мешканці поселень займалися сільським господарством і ремісництвом.
До наших днів залишилися руїни шести місій: Сан-Хуан-де-Чикітос, Консепсьйон, Сан-Іґнасіо-де-Самукос, Сан-Міґель, Сан-Рамон, Сан-Хав'єр і Сантьєго-де-Отукіс. Ці місії в 1990 році були занесені до списку Світової спадщини ЮНЕСКО.

## Галерея

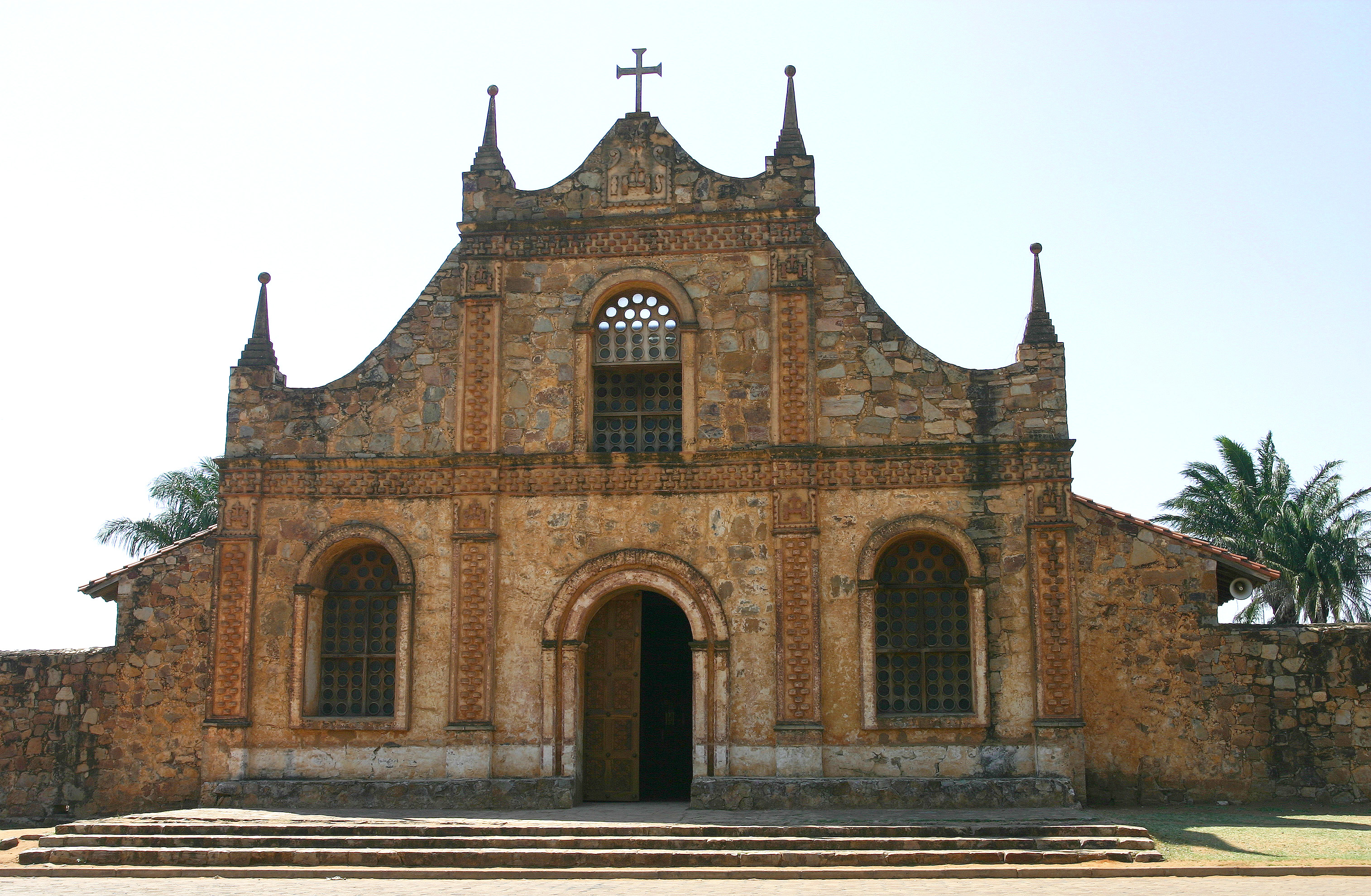
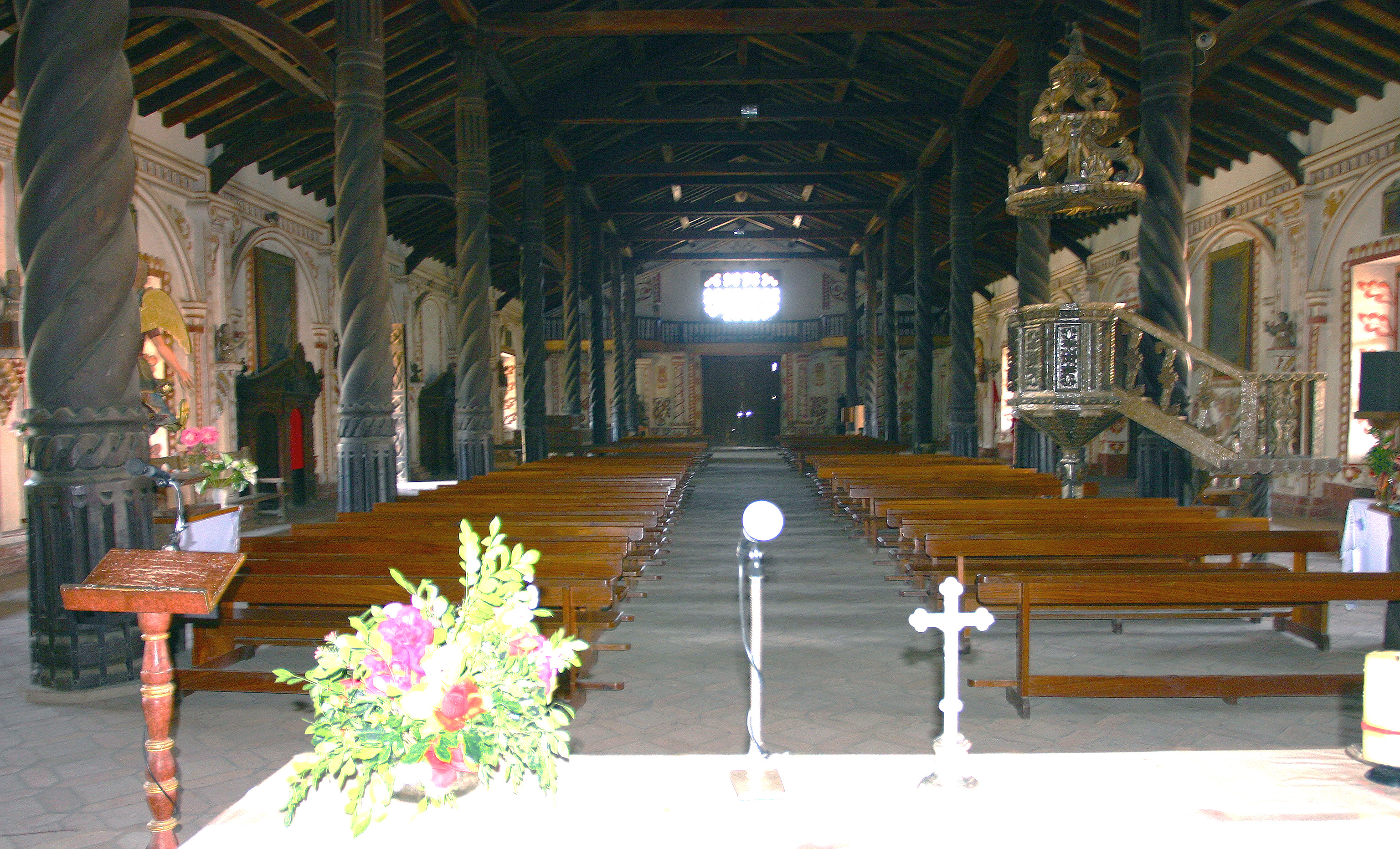
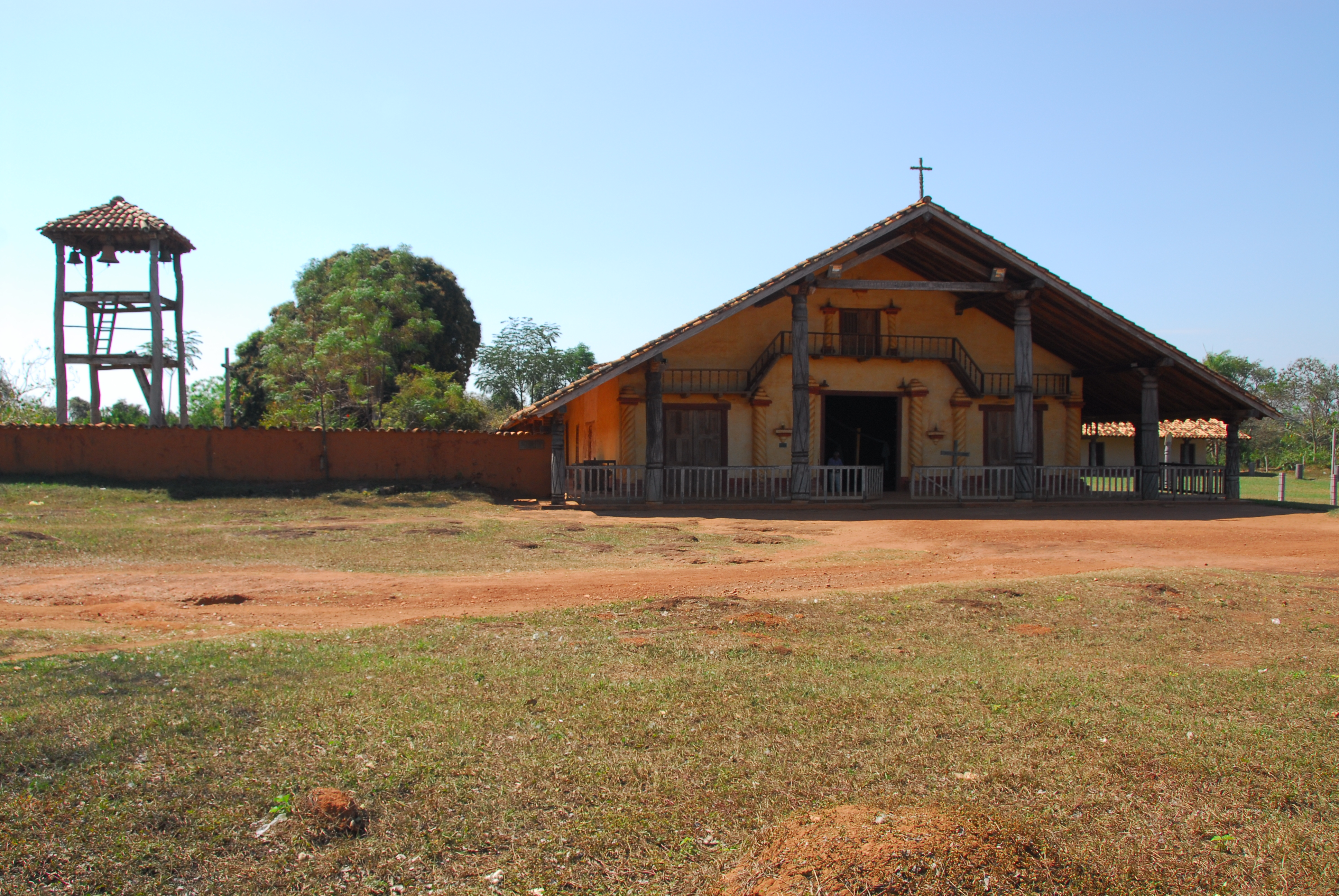
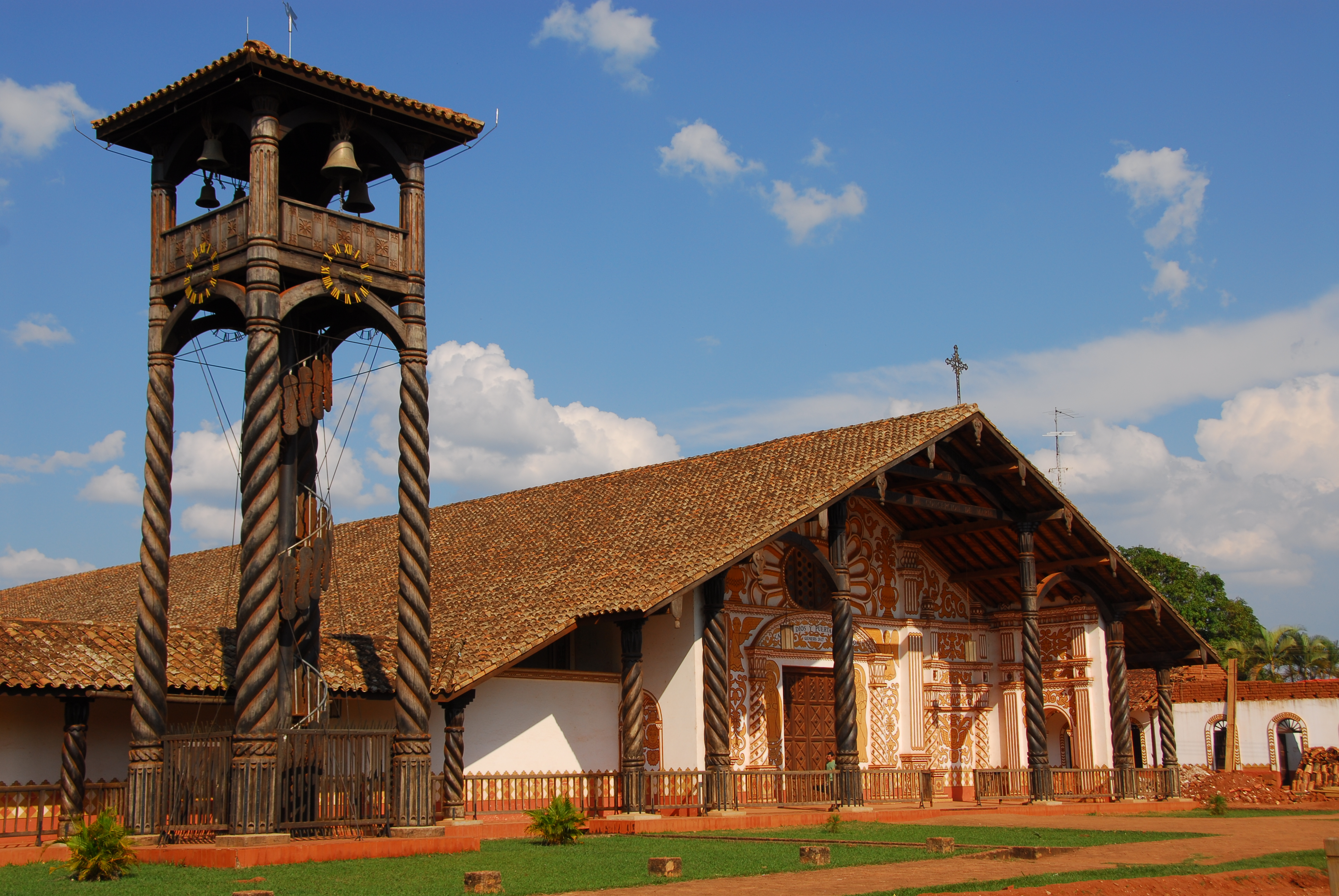